# Дважды два — пять

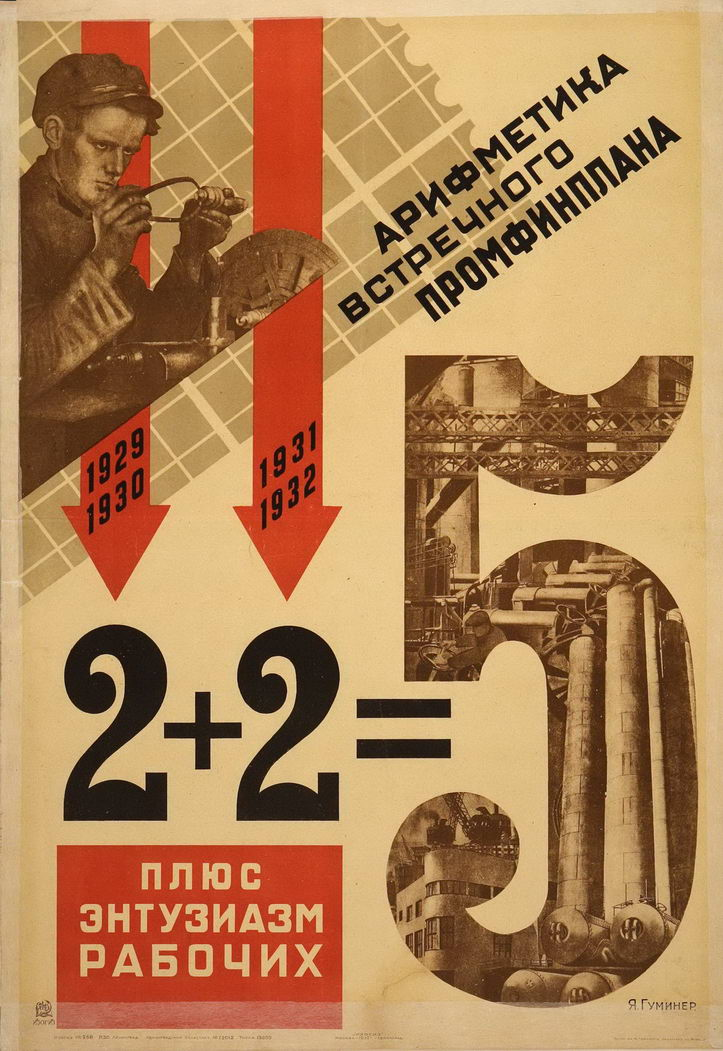
«Арифметика встречного промфинплана: 2 + 2 + энтузиазм рабочих = 5» — советский агитационный плакат, призывающий к выполнению пятилетнего плана за четыре года. Художник Яков Гуминер, 1931 год.

«Дважды два — пять» (2 × 2 = 5), или «2 + 2 = 5» — арифметически некорректные фразы, использующиеся как краткое и яркое представление алогичного утверждения. В романе 1949 года английского писателя Джорджа Оруэлла «1984» «дважды два — пять» (в русских переводах, в оригинале — «2 + 2 = 5») используется как одно из ключевых утверждений господствующей в антиутопическом мире книги тоталитарной идеологии.

## История выражения
Использование происходит от его включения Джорджем Оруэллом в романе-антиутопии «1984», но Оруэлл взял фразу из названия одной из глав книги Юджина Лайона «Командировка в утопию» (Assignment in Utopia, 1937), где оно использовано как лозунг во время завершения пятилетнего плана в СССР в четыре года.
В романе «1984» (часть I, глава VII), выражение контрастирует с правильным математическим равенством 2 + 2 = 4. Оруэлловский персонаж, Уинстон Смит, использует выражение в рассуждении о вопросе, может ли Государство декларировать «2 + 2 = 5» как факт; он обдумывает мысль: если каждый поверит в него, сделает ли это его истинным? Смит пишет:

Свобода [слова] — это возможность сказать, что дважды два — четыре. Если дозволено это, все остальное отсюда следует.
Позже в романе Смит пытается воспользоваться двоемыслием, чтобы научить себя, что выражение «дважды два — пять» — истинное или как минимум такое же истинное, как и любой другой результат, который любой может предложить.

## Прообразы
По мнению Виктории Чаликовой, прообразом выражения послужил расхожий советский лозунг «Пятилетка в четыре года». При этом Чаликова отмечает, что впервые

<…> тема «здравого арифметического смысла» звучит у Оруэлла со времён гражданской войны в Испании, когда перед ним впервые встаёт видение «кошмарного мира, где дважды два будет столько, сколько скажет вождь. Если он скажет „пять“, значит, так и есть, пять».

Сама формула 2 × 2 = 5 распространена в литературе (у Достоевского («Записки из подполья»), Энгельса, Пруста, Честертона, Бретона, Замятина), однако до Оруэлла обычно применялась для иллюстрации «тирании рассудка» (так, «подпольный человек» отказывается от мира, где дважды два четыре, и говорит, что «дважды два пять — премилая иногда вещичка»). Оруэлл же отрицал такой агрессивный отказ от «обычной порядочности». Впрочем, и формула «дважды два — пять» как символ подавления свободы использовалась в литературе и ранее, например: 

Он вооружил далее негров и диких индейцев, чтобы и они преследовали бедных американцев без пощады, пока те не признают, как этого требует их король, что дважды два пять.— П. Г. Мижуев, 1901
Аббат Сийес в своёй знаменитой брошюре «Что такое третье сословие?» писал:

Что сказать после этого тем, которые отстаивают взгляд, что по французской конституции две трети общей воли принадлежат нескольким стам тысячам человек из 25-26 миллионов? Не значит ли это утверждать, что дважды два — пять?

В 1895 году французский писатель-абсурдист Альфонс Алле опубликовал один из самых популярных своих сборников рассказов, который так и назывался: «Два и два — пять (2+2=5)» (Paris, Ollendorff, 1895). В русском переводе парадоксальность этой фразы дополнительно усилена: «Дважды два — почти пять». Известный русский писатель-футурист Вадим Шершеневич в 1920 году почти так же («2 × 2 = 5») озаглавил свою программную книгу, посвящённую современному искусству.
Историк О. Ю. Кутарев свидетельствует, что при обсуждении четырёхлетнего плана рейхсмаршал Герман Геринг в пылу спора с министром Ялмаром Шахтом стукнул кулаком по столу и воскликнул:
Если фюрер скажет, что дважды два — пять, значит, будет пять!

## Современное использование
Подобные нелогичные формулы также широко используются в рекламе, с целью показать наличие скидок, например «вы платите за 4, а получаете 5».